# Beatrice Mtetwa
Beatrice Mtetwa (n. 1957) es una abogada zimbabuesa nacida en Suazilandia, reconocida internacionalmente por su defensa a periodistas y la libertad de prensa. The New York Times la describió el 2008 como «la abogada más importante de los derechos humanos de Zimbabue».

## Biografía
Mtetwa se licenció en Derecho en la Universidad de Botsuana y Suazilandia el 1981, y empezó su carrera como fiscal en Suazilandia hasta abril de 1983, cuando se trasladó a Zimbabue. Trabajó en el ministerio público hasta enero de 1989 y, al mes siguiente, se estableció por su cuenta. En el año 1990 se especializó en materia de derechos humanos y en particular, en la defensa de la libertad de prensa consiguiendo la absolución de periodistas detenidos por las autoridades de Zimbabue en ejercicio de su profesión. Presentó una denuncia, ante los tribunales de apelación, de los nombramientos de jueces próximos a autoridades del gobierno en el poder.
El 2003 fue detenida, acusada de conducir ebria, y torturada en una comisaría de policía antes de ser puesta en libertad. En el 2007, durante una manifestación de abogados para denunciar la violencia policial contra la profesión, fue obligada por agentes de policía a tirarse al suelo y, junto a otros de sus compañeros, fue golpeada. En marzo de 2013 fue detenida de nuevo, después de interponerse en el registro del domicilio de un miembro de la oposición al gobierno, exigiendo ver el orden de grabación a la policía.

## Premios y reconocimientos
- 2005 Premio Internacional a la Libertad de Prensa del Comité para la Protección de los Periodistas.[5]
- 2009 Premio Internacional de Derechos Humanos Ludovic-Trarieux.[2]
- 2014 Premio Internacional a las Mujeres Coraje.[8]